# Violeta Chamorro
Violeta Barrios Torres de Chamorro (Rivas, 18. listopada 1929. – San José, 14. lipnja 2025.) bila je predsjednica Nikaragve od 25. travnja 1990. do 10. siječnja 1997. godine. Prva je i jedina žena koja je bila predsjednica Nikaragve, a također je i prva izabrana predsjednica neke latinoameričke zemlje.

## Životopis
Violeta Chamorro rođena je 1929. godine u bogatoj obitelji u Rivasu. Godine 1950. udaje se za Pedra Joaquína Chamorro Cardenala koji 1952. godine osniva list La Prensa. Nakon atentata na njezina muža Violeta preuzima vođenje novina. Nakon Nikaragvanske revolucije, njezina obitelj se podijelila na one koji podržavaju novu vlast i one koji se bore protiv nje. Njezin sin Pedro napustio je Nikaragvu kako bi se borio u proturevolucionarnim snagama, dok su drugo dvoje djece bili aktivni u sandinističkoj stranci.
Politički uspon Violete Chamorro započinje neposredno nakon atentata na njezina muža. Tada ona nastavlja kampanju protiv Somoze i pridružuje se prvoj sandinističkoj hunti. Međutim, podnosi ostavku 1980. godine nezadovoljna političkim programom sandinista i pridružuje se proturevolucionarnim snagama poznatijim pod nazivom kontraši. Nakon toga, izabrana je za predsjedničkog kandidata ispred Ujedinjene oporbe.
Sredinom 1990. godine, nakon skoro deset godina građanskog rata, Violeta na predsjedničkim izborima postaje kandidat 14 stranaka koje se bore za rušenje sandinističkog režima. Na predsjedničkim izborima pobjeđuje s 55 % osvojenih glasova. Razdoblje njezine vladavine proteklo je u mirovnim pregovorima kojima bi se prekinuo građanski rat. Njezin mirovni program sastojao se u demobilizaciji kontraša kojima je pomagao SAD, kako se sandinisti ne bi imali protiv koga boriti. Kako je građanski rat potpuno uništio gospodarstvo, Chamorro je pokušala oživjeti ga, stavljajući hiperinflaciju pod kontrolu i povećavajući priljev stranih ulaganja kojih za vrijeme sandinista gotovo i nije bilo.
Položaj napušta 10. siječnja 1997. godine. Bila je lošeg zdravlja i imala je nekoliko operacija vezanih uz rješavanje problema s osteoporozom.

## Nagrade
- 1998.: Nagrada Luka Brajnović.[2]